# 孫光裕
孫光裕（1573年—？），字子长，號潇湘，浙江嘉兴府嘉兴县民籍，秀水县人，明朝政治人物。

## 生平
万历二十八年（1600年）庚子科浙江乡试舉人，二十九年（1601年）辛丑科進士，知建昌县，补固始。时税璫额派固始，岁输千金，民坐困，光裕搜谷二千石以抵税额。秩满，四十年授南京山西道御史，四十二年管理印馬屯田事务，四十三年巡视上江。時東宫讲筵未启，而桂瑞两王婚礼及枚卜起废、楚狱诸务，俱寝阁不行，光裕具疏言之。南都素苦，齐庶人暴横，光裕弹治之，复陈区处宗庶事宜，皆凿凿可行。擢南京光禄寺少卿，卒于官。

## 著作
著有《留台奏疏》、《廉善堂集》。

## 家族
曾祖孫樟。祖孫仁。父孫志道，封刑部主事。兄孙光启，皆负才名。嘉兴有「兄弟名臣」牌坊，为孙光启、孙光裕兄弟所立。
娶鄭氏。子孫荊襄。